# Constance Markiewicz

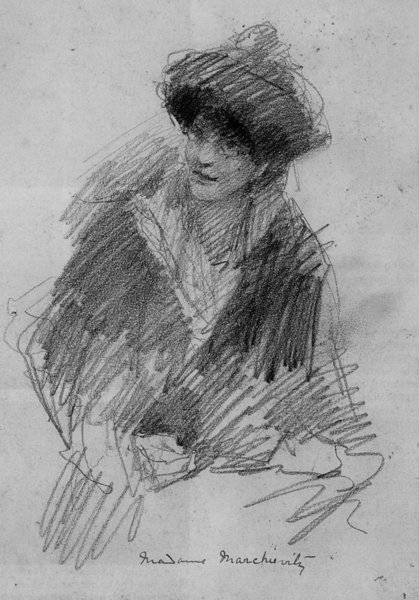
John Butler Yeats: Porträt der Constance Markiewicz

Constance Georgine Markiewicz, Gräfin Markiewicz (polnische Aussprache [marˈkʲɛvitʂ], engl. Schreibung auch Markievicz, geborene Gore-Booth; * 4. Februar 1868 in London; † 15. Juli 1927 in Dublin), war eine irische Nationalistin und sozialistische Freiheitskämpferin, Sie war von 1916 bis 1926 Vorsitzende der irisch-republikanischen Frauenorganisation Cumann na mBan und 1919 die erste weibliche Abgeordnete des britischen Parlaments und des Dáil Éireann sowie die erste Frau, die in Irland und europaweit ein Ministeramt bekleidete.

## Biografie

### Herkunft, Familie und erste Aktivitäten

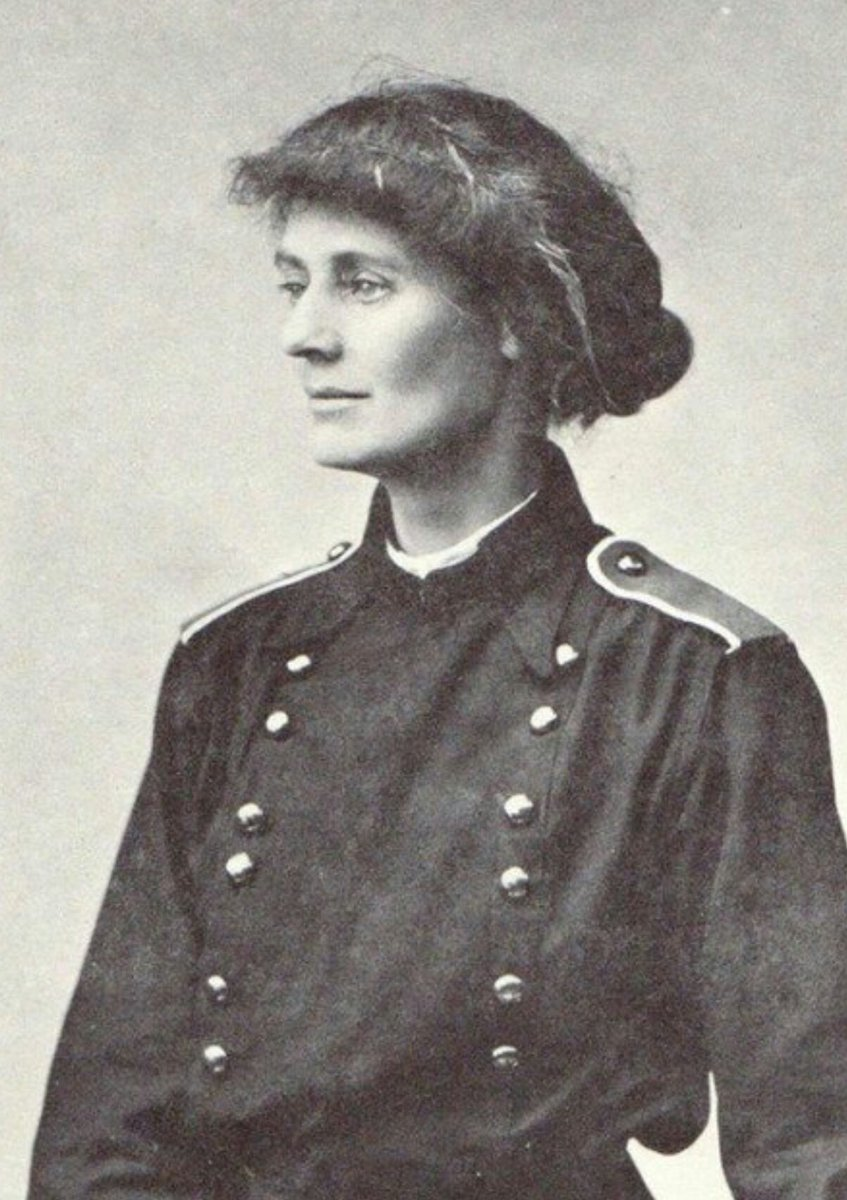
Gräfin Markiewicz

Constance Gore-Booth wurde am 4. Februar 1868 als älteste Tochter von Sir Henry Gore-Booth, einem protestantischen Anglo-Iren, in Buckingham Gate in London geboren. Sie wuchs auf dem Familiensitz Lissadell House im irischen County Sligo auf. Gemeinsam mit ihrer Schwester Eva Gore-Booth (1870–1926) war sie mit William B. Yeats befreundet, von dem sie sowohl politisch wie auch künstlerisch beeinflusst wurde. Insbesondere ihre Schwester Eva war später auch dichterisch tätig.
1893 ging Constance Gore-Booth nach London, um an der Slade School of Art Malerei zu studieren. Wenig später setzte sie ihre Studien an der Académie Julian in Paris fort. Dort lernte sie auch ihren späteren Ehemann, den polnischen Maler und Grafen Kazimierz Dunin-Markiewicz kennen. Am 1. September 1900 heirateten sie. Danach ließen sie sich gemeinsam in Dublin nieder. 1903 war sie am Abbey Theatre als Schauspielerin tätig, wo sie Maud Gonne, eine ihrer späteren Weggefährtinnen, vor allem beim Kampf um die Unabhängigkeit Irlands, kennenlernte.
Bald trat Constance Markiewicz der von Maud Gonne im Jahre 1900 gegründeten Vereinigung Inghinidhe na hÉireann („Töchter Irlands“) bei. Dies war eine nationalistische Frauenorganisation, die den Kampf für die Unabhängigkeit Irlands unterstützte und sich für die Erhaltung der irischen Sprache und Kultur einsetzte. Als Vertreterin von Inghinidhe na hÉireann trat Markiewicz 1908 der Sinn Féin Partei bei. Die Sinn Féin (irisch: „wir selbst“) war am 28. November 1905 von Arthur Griffith gegründet worden. Die Partei war gegen eine politische Zusammenarbeit mit der britischen Administration sowie für einen unbewaffneten Widerstand.
1907 wurden in Großbritannien die Boy Scouts gegründet, eine Organisation, die nach britischem System auch in Irland aufgebaut wurde. Der indirekte britische Einfluss war für die irischen Patrioten natürlich nicht tragbar. C. Markiewicz gründete 1909 eine eigene Jugendgruppe, vorerst unter dem Namen Red Branch Knights. Nach einem Treffen mit Bulmer Hobson, einem führenden Mitglied der Irischen Republikanischen Bruderschaft (IRB), nahm die Gruppe den Namen Fianna na hÉireann an, in Anlehnung an die mythische Fianna des irischen Sagenhelden Fionn mac Cumhaill. Beim Osteraufstand 1916 beteiligten sich auch viele Mitglieder der Fianna.
1911 wurde Markiewicz verhaftet, weil sie gemeinsam mit Helena Moloney auf einer IRB-Veranstaltung gegen die Ankunft König Georgs V. in Irland protestiert hatte. 1913 nahm sie an einem Ernährungsprogramm für arme Kinder in Dublin sowie an der Organisation einer Kantine in der Liberty Hall teil. Im selben Jahr wurde sie Schatzmeisterin der Irish Citizen Army (ICA), einer bewaffneten Schutztruppe der Gewerkschaften unter Führung von James Connolly und James Larkin.

### Abgeordnete und Arbeitsministerin

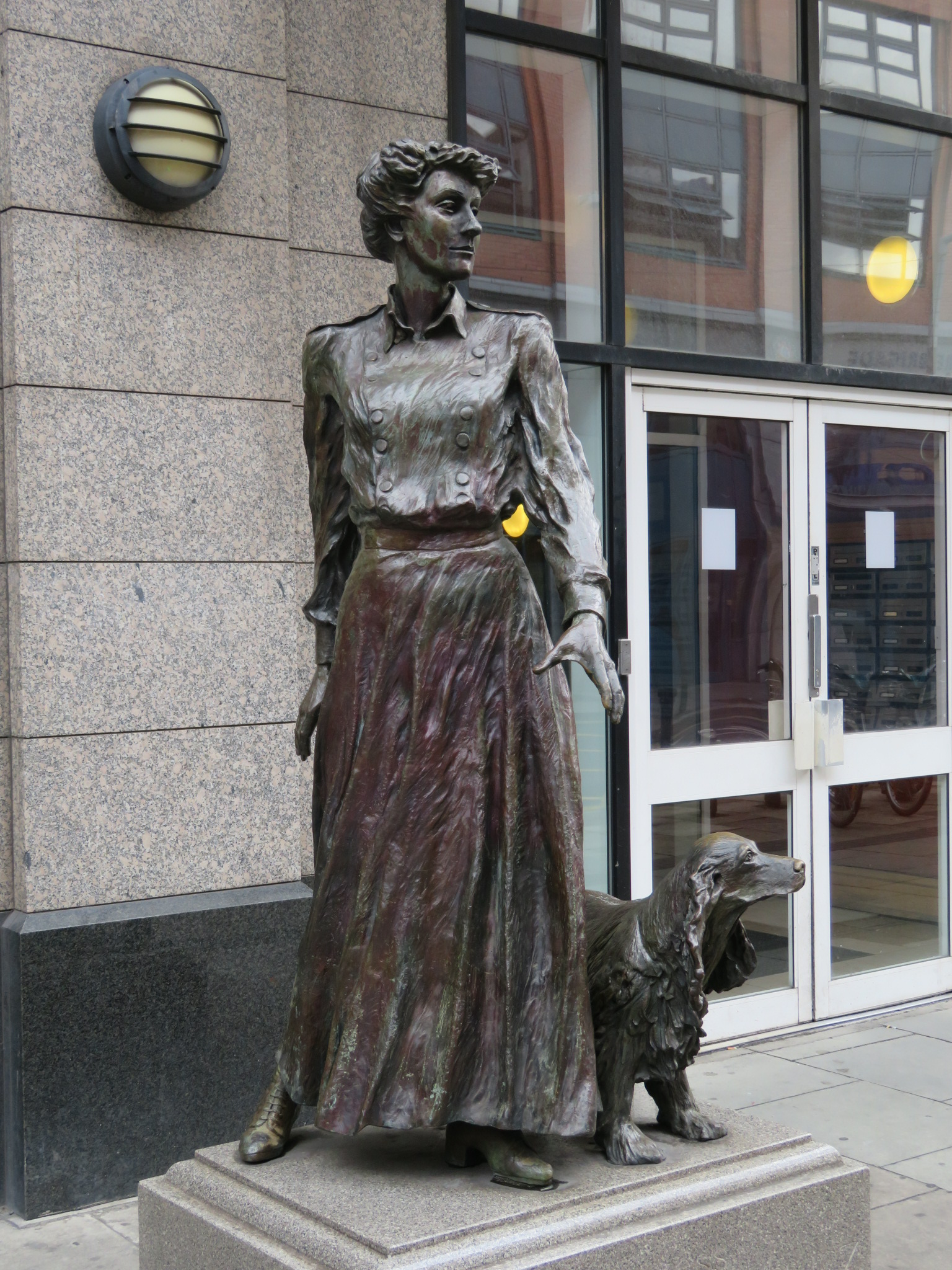
Denkmal für Markiewicz in Dublin

1916 wurde sie zur Präsidentin der republikanischen Frauenorganisation Cumann na mBan gewählt. Als Mitglied der ICA nahm sie im selben Jahr am Osteraufstand teil, woraufhin die britische Regierung sie festnehmen und zum Tode verurteilen ließ. Sie war zuerst im Gefängnis von Aylesbury, danach in Kilmainham Gaol in Dublin arrestiert. Da die Todesstrafe bei Frauen nicht angewandt wurde, wurde die Strafe in lebenslange Haft umgewandelt.
Nach einer Generalamnestie 1917 kam Constance Markiewicz frei. Ihre Rückkehr nach Irland als eine der wenigen Kämpferinnen im Aufstand wurde zu einem Triumphzug. Die Iren feierten sie als Heldin. In dieser Zeit konvertierte sie zum Katholizismus. Wenig später trat sie für die Verbesserung der Haftbedingungen politischer Häftlinge ein. Ihre Organisation, Cumann na mBan, entwickelte dabei Methoden des gewaltlosen Widerstands, z. B.  Gebetsversammlungen, die von anderen Freiheitsbewegungen, etwa der indischen unter Mahatma Gandhi, aufgegriffen wurden.
1918 wurde sie für sechs Monate im Holloway-Gefängnis in London eingesperrt, diesmal weil sie gegen den Beitritt der Iren in die britische Armee kämpfte. Während sie im Gefängnis saß, wurde sie als einzige Frau im Dezember 1918 als eines der 73 Mitglieder der Sinn Féin ins britische Unterhaus gewählt. Nach ihrer Freilassung 1919 nahm sie jedoch den Parlamentssitz in London nicht ein, sondern bildete zusammen mit den anderen irischen Abgeordneten der Sinn Féin ein Revolutionsparlament in Dublin, den neugebildeten Dáil Éireann. Am 2. April 1919 wurde Markiewicz Arbeitsministerin in der ersten irischen Regierung unter Eamon de Valera.
Am 6. Dezember 1921 trat ein Friedensvertrag zwischen Irland und Großbritannien in Kraft, der die Insel teilte. Markiewicz und Cumann na mBan lehnten den Vertrag ab, und sie verließ die Regierung im Januar 1922 gemeinsam mit Eamon de Valera und anderen. Sie ging für kurze Zeit in die USA, um für die vollständige Unabhängigkeit einzutreten und dafür Geld aufzutreiben. Während des Bürgerkriegs vom Mai 1922 bis Juni 1923 griff sie wieder zu den Waffen. Die Vertragsgegner verloren den Krieg jedoch und Markiewicz’ Frauenorganisation wurde verboten. Nach den Wahlen von 1923 zog sie erneut ins Parlament ein. 1926 trat sie der von Eamon de Valera neu gegründeten Partei der gemäßigten Vertragsgegner Fianna Fáil bei.
Im Juni 1927 wurde sie erneut in das Parlament gewählt. Sie war die erste und lange Zeit auch einzige Ministerin in der irischen Regierung (erst 1979 wurde mit Máire Geoghegan-Quinn wieder eine Frau Ministerin).
Markiewicz starb, vermutlich an den Folgen einer Tuberkulose, am 15. Juli 1927 im Patrick-Dunn-Spital in Dublin und wurde zwei Tage später auf dem Dubliner Glasnevin-Friedhof begraben.

## Werke
- A Battle Hymn. 1954.
- A Call to the Women of Ireland. 1918.
- Fianna Handbook. 1914.
- James Connolly’s Policy and Catholic Doctrine. 1923/24.
- Prison Letters. (1934 herausgegeben).
- What Irish Republicans stand for. [1923].
- Memories.
- Tom Clark and the First day of the Republic.
- Lark, the Fianna, and the King’s Visit.
- The King’s Visit.
- Going to Jail.
- Mr Griffith.
- Mr. Griffith and Mr. Healy.
- A Note on Eamon De Valera.